# Conor Gallagher
Conor John Gallagher (* 6. Februar 2000 in Epsom) ist ein englischer Fußballspieler, der bei Atlético Madrid unter Vertrag steht. Der Mittelfeldspieler ist seit November 2021 englischer Nationalspieler.

## Karriere

### Verein

#### Anfänge beim FC Chelsea
Gallagher stieß im Alter von sechs Jahren zur Jugendakademie des FC Chelsea. Bei den Blues war er für unterschiedliche Altersklassen im Einsatz und war ab der Saison 2016/17 erstmals für die U18 im Einsatz. In dieser Spielzeit bestritt er bereits in 27 Ligaspiele, in denen er fünf Tore erzielte und drei vorbereitete. Damit trug er wesentlich zum Meistertitel in der U18 Premier League bei. Außerdem gewann er mit der U18 den FA Youth Cup und war bereits zweimal für die U23-Mannschaft aktiv.
In der folgenden Saison 2017/18 übernahm er dann die Kapitänsbinde der U18-Mannschaft und führte seine Mannschaft erneut zum Meistertitel, die man mit neun Punkten Vorsprung überlegen gewinnen konnte. Er erzielte in 15 Ligaspielen sieben Treffer und bereitete ein weiteres Tor vor. Der Konkurrenz ließ man auch im FA Youth Cup keine Chance und man gewann den Wettbewerb mit einem 7:1-Sieg in zwei Spielen gegen die U18-Auswahl des FC Arsenal. In dieser Spielzeit kam er erneut in zwei Ligaspielen für die U23 zum Einsatz und bestritt außerdem acht Einsätze für die U19 in der UEFA Youth League 2017/18. Bei der 0:3-Niederlage im Endspiel gegen den FC Barcelona wurde Gallagher nicht berücksichtigt.
Im Oktober 2018 unterzeichnete Conor Gallagher einen neuen Dreijahresvertrag bei Chelsea. In dieser Spielzeit spielte er dann in überwiegend für die U23 in der Premier League 2, wo er in 16 Ligaspielen vier Tore und drei Vorlagen sammelte. In der UEFA Youth League 2018/19 erreichte er mit den Blues erneut das Finale, musste sich jedoch gegen den FC Porto mit 1:3 geschlagen geben. Im Mai 2019 wurde er zum Chelsea Academy Player of the Year ausgezeichnet. Beim 4:1-Finalsieg gegen den FC Arsenal in der UEFA Europa League 2018/19, war Gallagher zum ersten Mal bei einem Spiel der ersten Mannschaft im Spieltagskader gelistet, wurde aber nicht berücksichtigt.

#### Auf Leihbasis in der Championship
Am 2. August 2019 unterzeichnete er dann erneut einen neuen Dreijahresvertrag, der ihn nun bis 2022 an den Hauptstadtverein band. Am selben Tag wechselte er auf Leihbasis für die gesamte Saison 2019/20 zum Zweitligisten Charlton Athletic. Sein Debüt gab er einen Tag später (1. Spieltag), als er beim 2:1-Auswärtssieg gegen die Blackburn Rovers in der zweiten Halbzeit für Naby Sarr ins Spiel kam. Eine Woche später stand er im Heimspiel gegen Stoke City bereits zum ersten Mal in der Startformation und erzielte beim 3:1-Sieg einen Treffer. Mit einem Tor und einer Vorlage am 3. Spieltag beim 2:2-Unentschieden gegen den FC Barnsley beförderte er den Aufsteiger in die Aufstiegsränge. Mit dem entscheidenden Tor beim 1:0 zuhause gegen den FC Brentford erzielte Gallagher bereits am 5. Spieltag sein drittes Saisontor für die Addicks.
Am 14. Januar 2020 wurde er vom FC Chelsea zurückbeordert, nur um bereits am nächsten Tag für die restliche Saison an den Ligakonkurrenten Swansea City weiterverliehen zu werden. Bis zu diesem Zeitpunkt hatte er in 26 Ligaspielen sechs Tore erzielt und fünf weitere Treffer vorbereitet. Für Swansea kam er in 21 Ligapartien zum Einsatz, in denen ihm sechs Torvorlagen gelangen.
Am 17. September 2020 wechselte er für die gesamte Saison 2020/21 auf Leihbasis zum Premier-League-Aufsteiger West Bromwich Albion. Sein Debüt gab er am 19. Oktober 2020 (5. Spieltag) beim torlosen Unentschieden gegen den FC Burnley. In den nächsten Wochen etablierte er sich in der Startformation von Cheftrainer Slaven Bilić. Am 28. November 2020 (10. Spieltag) erzielte er beim 1:0-Heimsieg gegen Sheffield United sein erstes Tor in der höchsten englischen Spielklasse. In dieser Spielzeit bestritt er 30 Ligaspiele im Trikot der Baggies, in denen zwei Torerfolge gelangen. West Bromwich Albion musste als Tabellenvorletzter den sofortigen Wiederabstieg in die EFL Championship antreten, dem Gallagher mit der Rückkehr zu seinem Stammverein FC Chelsea entging.

#### Crystal Palace
Zur Saison 2021/22 wechselte Gallagher innerhalb der Premier League für ein Jahr auf Leihbasis zu Crystal Palace.

#### Atlético Madrid
Im August 2024 wechselte er zu Atlético Madrid und unterschrieb dort einen Vertrag bis 2029.

### Nationalmannschaft
Mit der englischen U17-Nationalmannschaft nahm Conor Gallagher an der U17-Weltmeisterschaft 2017 in Indien teil. Er kam im Wettbewerb zu vier Einsätzen, unter anderem wurde er beim 5:2-Sieg im Endspiel gegen Spanien in der Schlussphase für George McEachran eingewechselt.
Von März bis Mai 2018 bestritt er sechs Freundschaftsspiele für die U18. Anschließend war er für die U19 im Einsatz, für die er in neun Spielen einmal traf.
Am 4. September 2019 debütierte Gallagher für die U20-Auswahl bei der 2:3-Niederlage im freundschaftlichen Länderspiel gegen Portugal.
Im Jahr 2022 wurde Gallagher in den englischen Kader für die Fußball-WM in Katar berufen.

## Erfolge
FC Chelsea U18
- U18 Premier League: 2016/17
- FA Youth Cup: 2016/17, 2017/18
- U18 Premier Cup: 2017/18

FC Chelsea
- UEFA Europa League: 2018/19

England U17
- U-17-Weltmeister: 2017

Individuelle Auszeichnungen
- Chelsea Academy Player of the Year: 2018/19